# Robert L. Close
Robert L. Close (fl. XX secolo) è stato un naturalista australiano, biologo evoluzionista dell'Università di Western Sydney.
Esperto di marsupiali, nel corso degli anni novanta, insieme al Dr. Mark D. B. Eldridge, ha individuato, tramite analisi del DNA, tre nuove specie di wallaby delle rocce del Queensland: Petrogale mareeba, Petrogale purpureicollis e Petrogale sharmani.